# Le Temps du tempo
Singles de France Gall
La Fille d'un garçon
(1968) Dady da da
(1968)
Le Temps du tempo est une chanson de France Gall. Elle est initialement parue en 1968 sur un EP.

## Développement et composition
La chanson a été écrite par Robert Gall et Alain Goraguer. L'enregistrement a été produit par Denis Bourgeois.

## Listes des pistes
EP 7" 45 tours Dady da da / Allo! Monsieur là-haut / Le Temps du tempo / La Vieille Fille (1968, Philips 437.423 BE, France)
A1. Dady da da (2:35)
A2. Le Temps du tempo (2:33)
B1. Allo! Monsieur là-haut (2:50)
B2. La Vieille Fille (2:30)

## Classements
Dady da da / Le Temps du tempo,
| Classement (1968)                       | Meilleure position |
| --------------------------------------- | ------------------ |
| Belgique (Wallonie Ultratop 50 Singles) | Tip                |

## Reprises
- 2018 : le groupe français Initials Bouvier Bernois ont repris la chanson dans leur album éponyme